# Cryptocanthon otonga
Cryptocanthon otonga är en skalbaggsart som beskrevs av Cook 2002. Cryptocanthon otonga ingår i släktet Cryptocanthon och familjen bladhorningar. Inga underarter finns listade i Catalogue of Life.